# Waze
Waze is een gratis "turn-by-turn"-gps-navigatieapplicatie, ontwikkeld door de Israëlische start-up Waze Ltd. voor mobiele telefoons die werken op iOS en Android. In 2020 was Waze, met maandelijks 130 miljoen gebruikers, een van de populairste navigatie-apps wereldwijd.

## Geschiedenis
Waze werd in 2006 opgericht onder de naam Freemap Israel. Het programma had gelijkenissen met OpenStreetMap en was gericht op Israël. Het is inmiddels uitgegroeid tot een wereldwijde navigatie-applicatie in meer dan 50 talen. In 2008 werd het bedrijf hernoemd naar Waze, waarna het in 2009 verder ging als Waze Mobile Ltd. In 2011 had het bedrijf 80 personen in dienst, waarvan 70 in Israël en tien in de Verenigde Staten. Twee jaar later, in 2013, won Waze een prijs voor een van de beste applicaties ter wereld.
In 2013 kocht Google Waze voor $1,1 miljard. Waze werd door Google aan Google Maps gekoppeld voor het uitwisselen van gegevens. Ook de navigatiestem is hetzelfde in beide programma's.
Sinds juli 2017 kan Waze in Android Auto gebruikt worden. Hiermee werd het de enige andere optie voor navigatie binnen Android Auto, naast Google Maps. Halverwege september 2018 werd CarPlay opengesteld voor andere navigatiesystemen met de oplevering van iOS 12. Tot dan was alleen Apple Maps hiervoor beschikbaar.

## Kenmerken

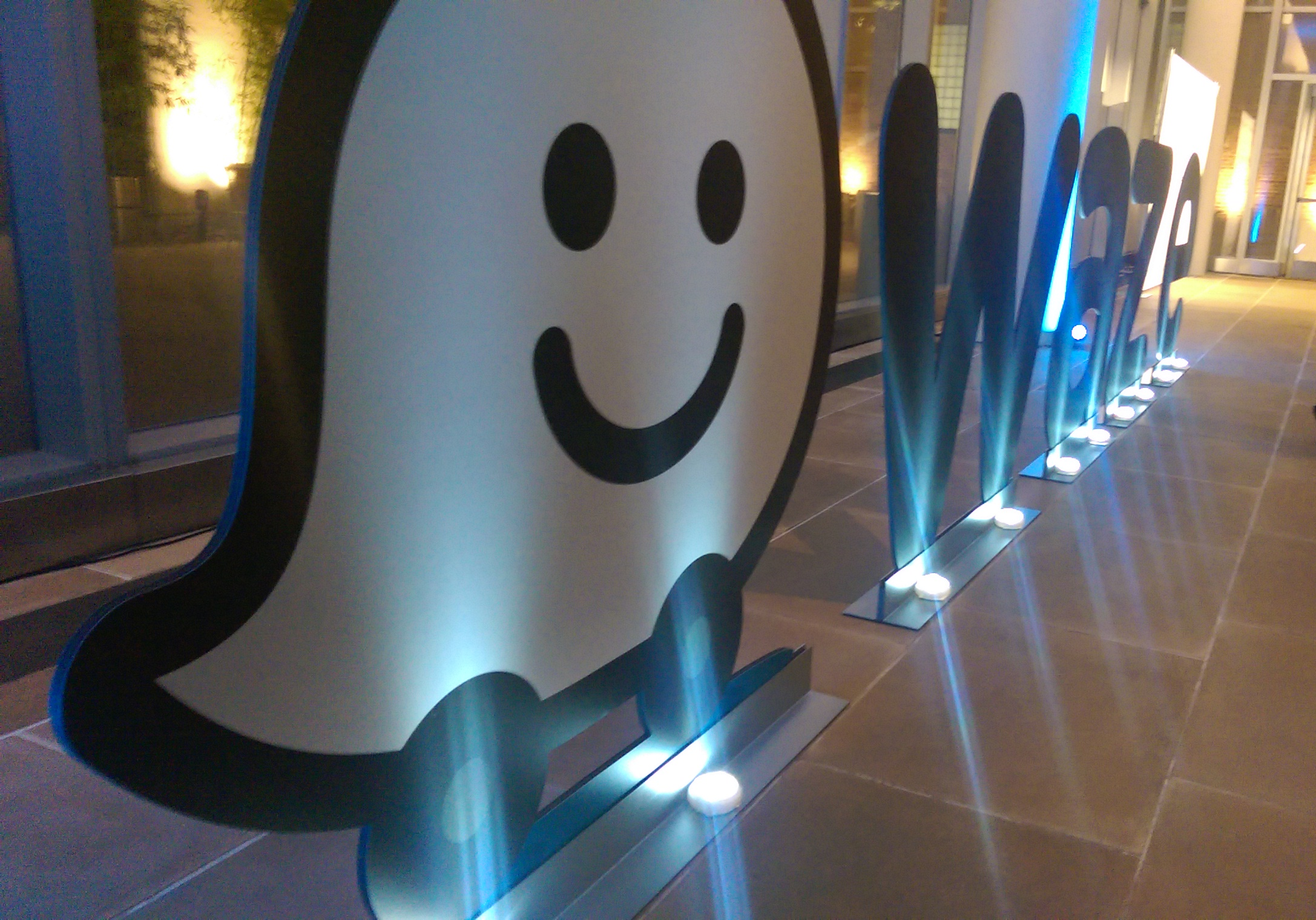
Het Waze-event

Gebruikers van Waze zijn onderdeel van een community die elkaar helpen door het updaten van de wegenkaart en het doorgeven van incidenten op de weg. Gebruikers van Waze hebben geen verplichting om aan de accuratesse van de applicatie bij te dragen. De file-informatie is afkomstig van de weggebruikers van Waze zelf. Gebruikers kunnen files melden, echter wordt file-informatie mede verzameld aan de hand van de rijsnelheden van de gebruikers van de applicatie. Ook andere navigatie-apps hanteren deze werkwijze. Zo wordt de wegenkaart in HERE WeGo ook onderhouden door een community. Ook gebruikers van Here WeGo en Flitsmeister worden gevolgd in hun gemiddelde rijsnelheden om gebruikt te worden in de verkeersinformatie.
Tijdens de rit kunnen weggebruikers in Waze melding  maken van incidenten zoals: ongevallen, stilstaande voertuigen, voorwerpen op de weg, politiecontroles, wegafsluitingen, slecht wegdek, ontbrekend bord en (dode) dieren op de weg. Waze-gebruikers die het desbetreffende punt passeren tijdens de rit krijgen hier een melding van. Vervolgens verschijnt er een scherm, waarop de gebruiker aan kan geven of het incident nog van toepassing is. Duim omhoog om het incident te bevestigen of met een duim naar beneden om aan te geven dat het incident er niet meer is. Ook andere navigatie-apps hanteren deze werkwijze zoals Apple Maps en Flitsmeister.
Wekelijks krijgt elke Waze-gebruiker een score. Hoe meer kilometers er met Waze gereden is, hoe meer punten iemand ontvangt. Ook het aantal meldingen van incidenten dat gedaan is en hoeveel andere gebruikers dit bevestigd hebben, levert een score op. Ook heeft elke gebruiker een betrouwbaarheidsscore. Als een gebruiker veel incidenten op de weg meldt die nooit bevestigd worden, krijgt een gebruiker een lagere score.

## Data naar verkeerscentrales
In sommige landen/regio's werken wegbeheerders samen met Waze. De meldingen die weggebruikers invoeren zoals ongeval, stilstaand voertuig, dieren of voorwerpen worden direct naar de juiste verkeerscentrale doorgestuurd. Uit onderzoek blijkt dat incidenten daardoor eerder ontdekt worden. Dit heeft positieve gevolgen voor de doorstroming blijkt uit onderzoek. Onder meer de volgende verkeerscentrales/wegbeheerders ontvangen meldingen van Waze-gebruikers:
België
- Gent; het gehele wegennet van Gent.[9][10]

Nederland
- Rijkswaterstaat; alle rijkswegen in Nederland.[6][7][8]
- Amsterdam; het gehele wegennet van Amsterdam.[11]
- Provincie Zuid-Holland; alle provinciale wegen in de provincie.[12]
- Rotterdam; het gehele wegennet van Rotterdam.

## Gevolgen

### Handhaving en gebruik
Doordat applicaties zoals een Waze een flitspaalverklikker hebben en door veel weggebruikers gebruikt worden, is de kans op een snelheidsboete verlaagd bij het gebruik van de applicatie. Sinds februari 2020 is het gebruik van de applicatie, evenals soortgelijke navigatie-applicaties, verboden in Duitsland. In Frankrijk was de functie politiecontrole tussen 2012 en 2018 verboden te gebruiken. Gebruik van deze functie kon een boete van € 1.500,- opleveren. In Slowakije en Zwitserland is de functie politiecontrole ook verboden. Deze dient uitgeschakeld te worden in de applicatie. In België heeft de overheid door de Coronacrisis aan Waze gevraagd om grenscontroles niet te ontwijken. Dit om te voorkomen dat weggebruikers uit het buitenland illegaal de Belgische grens willen oversteken. Om aan de vraag tegemoet te komen hebben de Vlaamse bewerkers van de map alle grenzen gesloten in de app zodat gebruikers niet over de grenzen werden gestuurd.